# Tropidurus erythrocephalus
Tropidurus erythrocephalus är en ödleart som beskrevs av  Rodrigues 1987. Tropidurus erythrocephalus ingår i släktet Tropidurus och familjen Tropiduridae. IUCN kategoriserar arten globalt som nära hotad. Inga underarter finns listade i Catalogue of Life.